# It Takes Two (filme)
It Takes Two (no Brasil As Namoradas do Papai) é um filme de comédia norte-americano lançado nos cinemas em 17 de novembro de 1995. 
O filme foi dirigido por Andy Tennant, e estrelado pelas gêmeas Mary-Kate Olsen e Ashley Olsen. Também tem em seu elenco Kirstie Alley e Steve Guttenberg.
O título do filme foi tirado da música de mesmo nome, de Marvin Gaye e Kim Weston, que é tocada nos créditos finais. A dublagem brasileira foi realizada pelo estúdio Marshmellow.  

## Sinopse
Duas meninas que não se conhecem e são bastante idênticas se encontram por acaso. Amanda Lemmon é uma órfã, e está prestes a ser adotada pelos Butkises, uma família a quem ela não gosta. Ela realmente quer que a trabalhadora social amorosa, Diane Barrows , adote-a em vez disso. Diane gostaria de fazê-lo, mas as autoridades não a deixariam por causa de seu baixo salário. Alyssa Callaway está voltando para casa da competição de recital de piano da escola, apenas para descobrir que seu pai rico, Roger, está prestes a se casar com Clarice Kensington uma socialite fútil que a ameaça enviá-la para um internato no Tibete.
As meninas armam um plano para mudarem de lugar e descobrem que Roger e Diane se encaixariam perfeitamente. Então eles organizam encontros "chanceis" com o resultado desejado: eles se apaixonam um pelo outro. Depois de alguma turbulência, Alyssa (que se apresenta como Amanda) acaba sendo adotada pelos Butkises. Ela e Diane (enquanto procuram Alyssa) descobriram a única razão pela qual eles adotaram tantas crianças para trabalhar no pátio de salvamento.
Quando Clarice secretamente espia Roger e Diane, ela decide antecipar o casamento para o dia seguinte. Aproximadamente duas horas antes, Amanda, que se apresenta como Alyssa, prova para o mordomo familiar, Vincenzo, quem ela realmente é. Ele convoca para que a verdadeira Alyssa pegasse do pátio de salvamento de Butkises para impedir o casamento. Uma vez que ela e Diane aparecem, Roger pára e diz a Clarice que ele se apaixonou por Diane. Furiosa, ela bate-o e se prepara para fazer o mesmo com Amanda e Alyssa, mas é impedida por Vincenzo e Diane. Ela vai embora, envergonhada. Alyssa a constrange até mais pisando seu vestido, fazendo com que a saia rasgue. Roger e Diane descobriram, no final, que Amanda e Alyssa organizaram todas as reuniões entre ambos o tempo todo, mas termina felizmente.

## Elenco
- Kirstie Alley - Diane Barrows
- Steve Guttenberg - Roger Callaway
- Mary-Kate - Amanda Lemmon
- Ashley Olsen - Alyssa Callaway
- Philip Bosco - Vincenzo
- Jane Sibbett - Clarice Kensington
- Michele Grisom - Carmen
- Desmond Robertson - Frankie
- Tiny Mills - Tiny
- Shanelle Henry - Patty
- Ernie Grunwald - Harry
- Ellen-Ray Henessy - Fanny Butkis
- Dov Tiefenbach - Harry Jr.
- Anthony Aiello - Anthony
- La Tonya Borsay - Wanda
- Michelle Lonsdale-Smith - Michelle
- Sean Orr - Jerry
- Elizabeth Walsh - Emily
- Paul O'Sullivan - Bernard Louffier
- Lawrence Dane - Sr. Kensington

## Prêmios e Indicações
| Ano  | Premiação                       | Categoria                                | Indicado                 | Resultado |
| ---- | ------------------------------- | ---------------------------------------- | ------------------------ | --------- |
| 1996 | Nickelodeon Kids' Choice Awards | Favorite Movie Actress                   | Mary-Kate e Ashley Olsen | Venceu    |
| 1996 | Nickelodeon Kids' Choice Awards | Favorite Movie Actress                   | Kirstie Alley            | Indicado  |
| 1996 | Young Artist Awards             | Best Performance by an Actress Under Ten | Mary-Kate e Ashley Olsen | Indicado  |